# 民權隧道
民權隧道，又稱民權東路隧道、內湖16號（路）隧道，位於台北市內湖區民權東路六段的一座公路隧道。由萬鼎工程顧問公司設計，台北市新工處施工。1993年6月1日動工，1994年11月20日下午三時通車。全長約160公尺，寬約11公尺（包含車道9公尺），高7.03公尺，全段採新奧工法。過去東湖為聯絡西湖、南港一帶，必須繞道成功路或南湖大橋才行，自從通車後可節省不少時間。但由於當初先天設計不良，北端（往東湖方向）隧道出口彎度過大，導致前幾年車禍事故頻傳。經過各方多次反映、內部檢討後，「北端出口路型改善工程」於1999年6月動工，至2000年12月底完工。機慢車專用道之增設，則於2004年以重繪標線完成。

## 基本資料
- 隧道設計：雙孔雙向隧道。
- 標線規劃：各設一快車道、一混合車道、一機慢車專用道。
- 橫坑：1座
- 最高速限：40Km/h
- 行人專用道：各設立於雙孔隧道外側。